# Vieja
Vieja Fernández-Yépez, 1969 è un genere di pesci d'acqua dolce appartenente alla famiglia Cichlidae, sottofamiglia Cichlasomatinae.

## Distribuzione e habitat
Tutte le specie sono originarie delle acque dolci del Centroamerica.

## Descrizione
Le dimensioni si attestano tra i 16 e i 30 cm, a seconda della specie.

## Acquariofilia
Alcune specie sono allevate in acquario da appassionati.

## Specie
Il genere comprende 8 specie:
- Vieja bifasciata
- Vieja breidohri
- Vieja fenestrata
- Vieja guttulata
- Vieja hartwegi
- Vieja maculicauda
- Vieja melanura
- Vieja zonata